# Перузійська війна
Перузійська війна (41 — 40 рр. до Р. Х.) — військовий конфлікт у Давньому Римі в період громадянських війн між одним з тріумвірів Октавіаном Августом та братом і дружиною Марка Антонія — Луцієм та Фульвією.

## Передумови
Перебуваючи в 42 — 41 до Р.Х в Кілікії Марк Антоній викликав до себе з Єгипту Клеопатру. Готуючись до нових воєнних дій в Парфії він вимагав від цариці пояснень (начебто вона допомагала республіканцям грошима). Плутарх досить багато уваги приділяє опису краси цариці та тих подарунків, з якими вона відправилась до Тарсу.
|                    | …Клеопатра послухалася поради Делія і, пам'ятаючи про враження, яке в минулі роки справила її краса на Цезаря і Гнея, сина Помпея, розраховувала легко підкорити Антонія. Адже ті двоє знали її зовсім юною і недосвідченою в житті, а перед Антонієм вона постане в тому віці, коли і краса жінки в повному розквіті і розум її гостріший та сильніший. Отже, приготувавши щедрі дари, взявши багато грошей, розкішні вбрання та прикраси, – які й годилося везти з собою володарці незліченних багатств та благоденствуючого царства, – але головні надії покладаючи на себе саму, на свою красу та свої чари, вона рушила в дорогу. Хоча Клеопатра встигла отримати багато листів і від самого Антонія, і від його друзів, вона ставилася до цих запрошень з такою зарозумілістю і глузуванням, що попливла вгору по Кідну на човні з позолоченою кормою, пурпуровими вітрилами та посрібленими веслами, що рухалися під наспів флейти, кіфар, що струнко поєднувалося зі свистом сопілок і брязканням. Цариця лежала під розшитим золотом покровом в уборі Афродіти, якою зображують її живописці, а по обидва боки ложа стояли хлопчики з опахалами – наче ероти на картинах. Подібним чином і найкрасивіші рабині були переодягнуті нереїдами та харитами і стояли хтось у кормових весел, хтось у канатів. Дивні пахощі сходили з незліченних курильниць і розтікалися берегами. Натовпи людей проводжали човном по обидва боки річки, від самого гирла, інші натовпи рушили назустріч їй з міста, помалу почала пустіти і площа, і зрештою Антоній залишився на своєму піднесенні один. І всюди рознеслася чутка, що Афродіта йде до Діоніса на благо Азії. |
| — Плутарх. Антоній | |

Після першого прийому Антоній був вражений єгипетською царицею настільки, що, за свідченнями того ж Плутарха вирушив за нею в Александрію. Там він з півроку розважався та витрачав непомірну кількість грошей, поки його дружина Фульвія в Італії примирилася з Луцієм Антонієм.
Підготовка до війни з парфянами також затягувалася, а Секст Помпей нападав на Бруттій.

### Конфлікт з Октавіаном

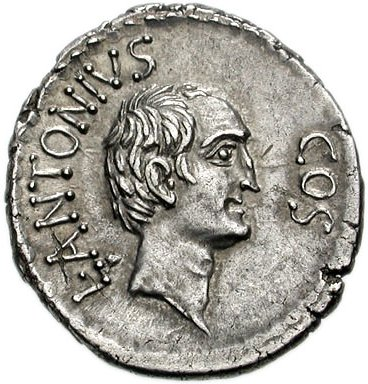
Луцій Антоній

Луцій Антоній почав набирати собі особисту охорону, апелюючи присланою Октавіаном кавалерією, начебто для замаху на нього, а не захисту італійських берегів, а Фульвія кинула всі сили, щоб вирвати чоловіка з Єгипту.
Коли від Луція зажадали розпустити його особисту гвардію — він відмовився і далі продовжував всіляко агітувати проти Августа. Армія намагалася вирішити цей конфлікт через суд, на який Октавіан з'явився, але сам Луцій не прийшов. Натомість, на сцену виходить ще один прихильник Марка Антонія — Маній. Він виголосив промову з дуже різкими обвинуваченнями, які однак були достовірними, та сильно образив Октавіана.
На півдорозі від Пернесте до Риму загін розвідників Октавіана дивно зустрівся з загоном Антонія, після чого останній почав відкрито стверджувати, що громадянська війна вже йде, а Октавіан всіх вводить в оману.
Після цього Октавіан відсилає до Фульвії її дочку Клодію, з якою мав одружитися (вони були заручені в Бононії). Восени 42 року до Р. Х. Луцій безперешкодно входить в Рим.

### Привід
Приводом стало повстання італіків, незадоволених конфіскацією земель на користь солдат Октавіана, яке підтримав Луцій Антоній.

## Хід військових дій

### Маневри Агріппи. Луція Антонія заманюють до Перузії

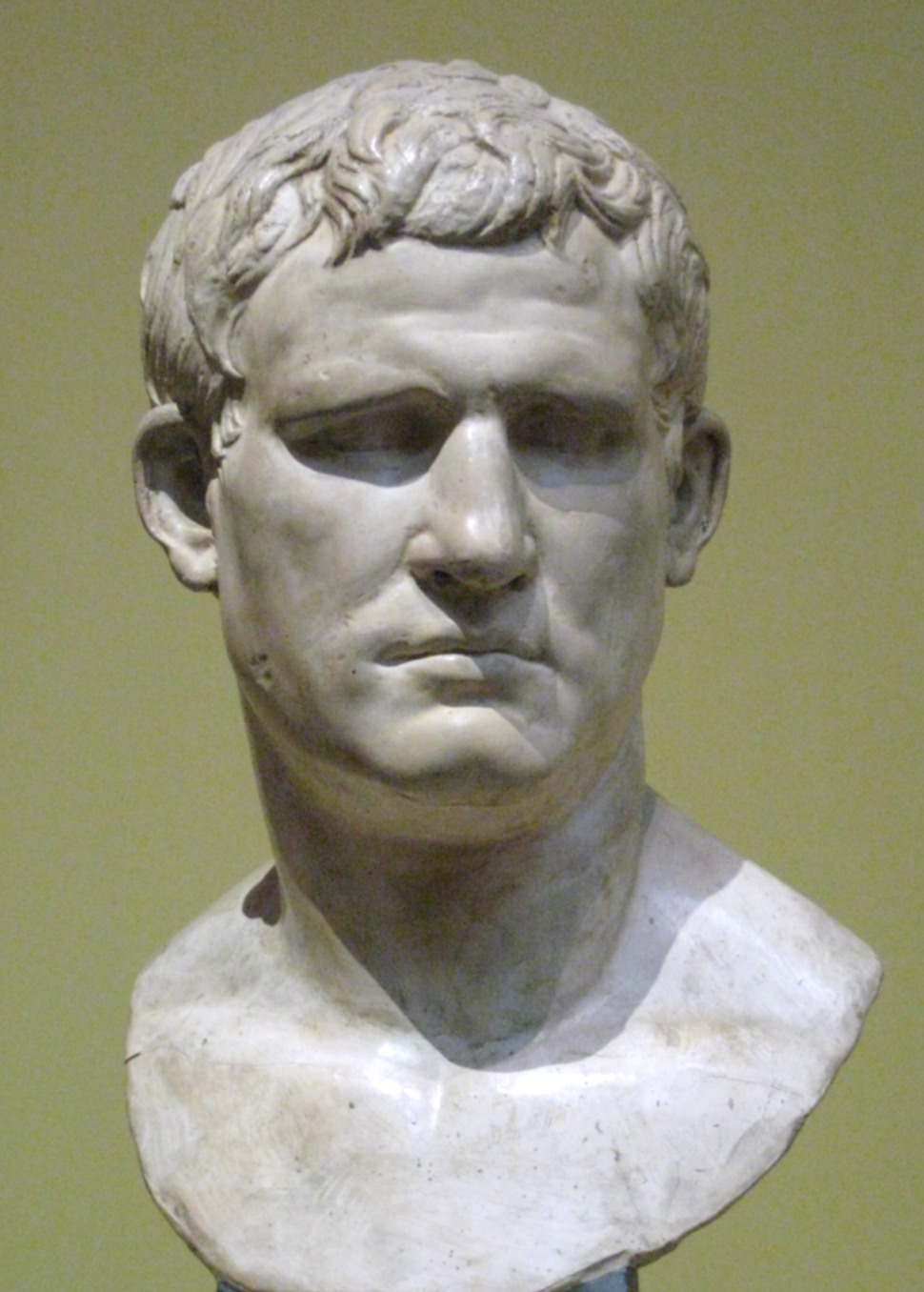
Марк Віпсаній Агріппа, бюст в Пушкінському музеї

Коли Сальвідієн зі шістьома легіонами виступив у похід з Галлії на допомогу Октавіану, він, природно, вибрав основний шлях, що пролягав від річки Пад до Аріміну на Адріатичному морі. За ним на досить безпечній відстані слідували Вентідій і Азіній Полліон, які були союзниками Антонія. Полліона Антоній призначив легатом (або промагістратом) з сімома легіонами в Цизальпійській Галлії, де Азіній розподіляв між ветеранами землю. А Вентидій в 43 році до Р. Х. став консулом-суфектом (не без згоди тріумвірів).
Коли Сальвідієн дійшов до перетину Арміна, то звернув з Емілієвої дороги і рушив по Фламінієвій, яка йшла через Італію горами від Фанума-Фортуні до Риму. Вентідій Басс і Азіній Полліон, все ще слідуючи за ним, тоді захопили Армії і блокували його відхід. План Луція полягав в тому, щоб вийти з Риму і зустріти Сальвідієна на Фламінієвій дорозі, де Сальвідієн, за його розрахунками, повинен бути знищений до того, як Отавіан з'єднається з ним. Цей план зруйнував Агріппа, відправившись маршем на Сутри, одне зі стародавніх міст-фортець, розташованих на півдні Етрурії, охороняючи Кассіеву дорогу, що веде до Флоренції. Як тільки Луцію стало про це відомо, він зупинився. Агріппа повинен був рухатися вперед, і якщо він досягне Флоренції через гірський прохід, то зуміє відрізати Вентидій і Полліона від Галлії. Тому Луцій зробив привал і розбив табір позаду потужної фортеці Перузії, сучасної Перуджі, над долиною Тибру і Фламінієвої дорогою. Тут він відчував себе у відносній безпеці
Агріппі треба було тільки затримати Луція, і це йому вдалося. Тепер він залишив Кассіеву дорогу на Клузій і повернув до Перузії, в той час як Октавіан рухався туди ж по Фламінієвій дорозі. Оскільки Сальвідієн був на тій же дорозі, тільки значно позаду Луцій залишався один. Більш того, це оточення (яке можна було передбачити заздалегідь) справило враження і на Вентидія з Азінія Полліона (у них пропала охота діяти рішуче).

### Облога Перузії
Роботи з оточення Перузії були масштабними. Вал з огорожами і окопами був довжиною в шість з половиною миль і йшли аж до Тибру, на що Луцій почав будувати контр вал.
Фульвія намагалася допомогти союзникам, але прихильники Антонія не сильно поспішали.
|                              | Фульвія підштовхувала Вентидія, Азинія, Атея та Калена йти з Галлії на допомогу Луцію; потім, зібравши ще одну армію, Фульвія послала її Луцію під проводом Планка. Планк винищив легіон Цезаря, який був у Римі; але коли Азиній і Вентидій, хоч і неохоче і без впевненості, як поставиться до цього Антоній, все ж таки пішли до Луція, що спонукаючись Фульвією і Манієм, і стали пробиватися через армію, що відрізала їм доступ, Цезар з Агріппою, залишивши в Перузії сторожовий загін, вийшли їм назустріч. Ті, що прийшли, не з'єднавшись один з одним, йшли без будь-якого завзяття і потім розбіглися: один у Равенну, інший в Аримін, Планк — у Сполетій. |
| — Аппіан. Громадянські війни | |

Тоді Луцій спробував пробити кільце загоном гладіаторів і це йому майже вдалося, але гладіаторів було занадто мало, Нестача продовольства в місті переросла в голод. Рим також потерпав через нестачу провіанту і підняв повстання.
Термін консульських повноважень Луція Антонія спливав, тому він вирішив знову прорвати облогу, але — марно.

### Здача міста
Ситуація погіршувалася. Луцій заборонив давати їжу рабам та випускати їх із міста, Антонія починають вмовляти здатися, на що він відповідає:
|                              | Не так, як цього вимагав стан справ, вели ми боротьбу ще нещодавно, тепер же залишається або здатися, або, якщо здачу вважати гіршою за смерть, битися насмерть. |
| — Аппіан. Громадянські війни | |

Мирні настрої підкріплювала і милість Октавіана до втікачів, що переходили на його сторону. Луцій починає боятися, що його видадуть ворогу.
Він проголошує промову перед військом, та відправляє трьох вершників для переговорів.
|                              | У мене було прагнення повернути державний устрій ваших батьків, воїни, коли я бачив, що влада тріумвірів перетворилася на тиранію, що не закінчилася тоді, коли, зі смертю Касія і Брута, зникла обставина, що виставлялася як привід для заснування цієї влади. Коли Лепід був позбавлений частини цієї влади, що належала йому, а Антоній був зайнятий збором грошей в окремих країнах, Цезар один став робити все на свій розсуд, закони ж батьків стали для римлян тільки смішною фікцією. Задумавши замінити цей стан колишньою свободою та демократією, я вимагав, щоб після роздачі нагород за перемогу єдиновладдя припинилося. Коли я не зміг нічого досягти переконаннями, я спробував примусити до цього авторитетом своєї влади. Тоді Цезар обмовив мене перед військом, ніби з жалю до землеробів я перешкоджаю роздачі земель. Про цей наклеп я дуже довго нічого не знав; але навіть дізнавшись, я не вірив, що йому хтось повірить, бо бачив, що призначено багато організаторів колоній для розподілу між вами ділянок. Однак декого переконала ця демагогія, і вони перейшли до Цезаря для війни з нами, як вони думають; з часом вони дізнаються, що пішли у похід проти себе самих. Вам же ж я заявляю, що ви обрали найкращий шлях і виносили випробування вище сил, але ми переможені, не ворогами, а голодом, у жертву якому нас покинули навіть і наші полководці. Щодо мене, то для мене було б прекрасним боротися за батьківщину до останнього подиху, бо чудову славу створила б для мене в народному розголосі та смерть. Але я не наважуюсь на це через вас, долю яких я ставлю вище за власну славу. Отже, я відправлю послів до нашого переможця і проситиму його вчинити за всіх вас зі мною одним так, як він захоче, а вам дати прощення: адже ви його співгромадяни, раніше ви були його солдатами, не зробили нічого злочинного і тепер у війні брали участь з гідної причини і переможені були швидше голодом, ніж війною. |
| — Аппіан. Громадянські війни | |

Далі Аппіан розповідає про зустріч Октавіана та Марка Антонія, та про договір про здачу міста. Наступного дня захисники Перезії стали проходити до табору переможців, де були зовсім не вороже зустріті.
|                              | Цезар помістив Луція в себе, а з решти – одних взяли до себе друзі Цезаря, інших — центуріони: усі були попереджені, що повинні надавати пошану і разом з тим негласно вартувати їх. Жителям Перузії, що закликали до Цезаря зі стіни, він наказав з'явитися до себе, за винятком сенаторів, і коли вони прийшли, він пробачив їх. Сенатори ж були тоді взяті під варту, а трохи пізніше страчені всі, крім Емілія Луція, який у Римі, під час суду над убивцями Гая Цезаря, відкрито голосував за їхнє засудження і переконував робити те саме й інших, щоб цим покарати безбожну справу. |
| — Аппіан. Громадянські війни | |

Октавіан віддав місто, як здобич своїм солдатам, але деякі місцеві жителі підпалили свої домівки. Вітром вогонь перекинувся далі, і так на всі вулиці.

## Наслідки
- Азиній Полліон та Вентидій відійшли з значними силами аж до Адріатики. Почалася втеча з табору Марка Антонія; Фульвія відправилася в Афіни. Помер Кален, а Октавіану дісталися його одинадцять легіонів.
- Слава Марка Антонія після битви при Філліпах трохи згасла.
- Армія жадає примирення двох своїх полководців.

Марк Антоній, що тільки но прибув від Клеопатри з Єгипту, був дуже невдоволений тим, що вчинила його дружина Фульвія. Після зими, проведеної в компанії цариці Єгипту, він з відчаєм побачив, що в будь-якому випадку він нічого не міг зробити, власні дії заганяли його в пастку. Між подружжям відбулася сварка, і схоже, це вбило Фульвію. Невдовзі після цієї зустрічі вона загинула в Сикіоні.
Обставини, за яких він повернувся в Італію, зробили його схожим на зрадника. Його мати після переїзду з Перузії знайшла притулок у Секста Помпея, який відразу відправив матрону до свого сина в Афінах, у супроводі великої кількості оптиматів і ескортом військових кораблів. Були здійснені спроби допомогти Антонію налагодити дружні відносини з Секстом. Той відповів, що постарається відплатити добром за послугу і, якщо йому доведеться битися проти Октавіана, буде вітати союз з ним, але, якщо вони з Октавіаном залишаться друзями — він спробує примирити Октавіана з Секстом.

## Відгуки в римській традиції про Луція та Фульвію

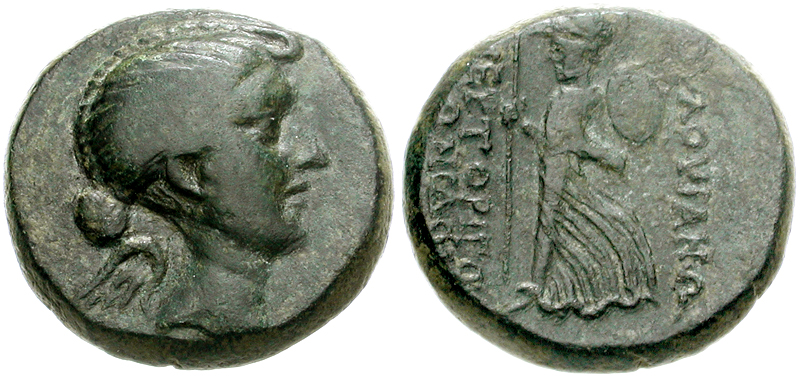
Фульвія

Згадки про Фульвію та Луція в римській літературі досить неоднорідні.
Сучасник Цицерон оцінює Луція Антонія, ще до кампанії в Перузії, різко негативно, а от Аппіан називає його «поборником демократії».
Діон Кассій вважає, що в Перузійській війні Луцій відстоював інтереси брата. Однак, в більшості вважають, що війну спровокувала Фульвія, і саме її образ отримує більш негативне забарвлення.
Цицерон називає Фульвію «найжорстокішою з усіх» та жінкою, що приносить нещастя всім своїм чоловікам. На пізніші твори істотно повпливали спогади Октавіана Августа, що, безперечно, характеризував цю жінку негативно. Діон Кассій наголошую на тій владі, яку мала Фульвія над чоловіками та її впливу на них.
Цікава інтерпретація причин Перузійської війни наведена у Марціала:
|                      | Цезаря Августа шість жвавих віршів прочитай: "Те, що з Глафірою спав Антоній, то ставить мені в провину мені Фульвія, кажучи, щоб я з нею переспав. З Фульвією мені переспати? Ну а якщо Маній попросить, Щоб я поспав і з ним? Ні, не такий я дурень! "Спи чи бийся зі мною!" - каже вона. Та невже Життя мені найдорожче? Ану, трубіть похід! Милі книжки мої виправдаєш, впевнений я, Август Ти, що вмієш і сам просто сказати. |
| — Марціал. Епіграмми | |